# Train de l’Ardèche

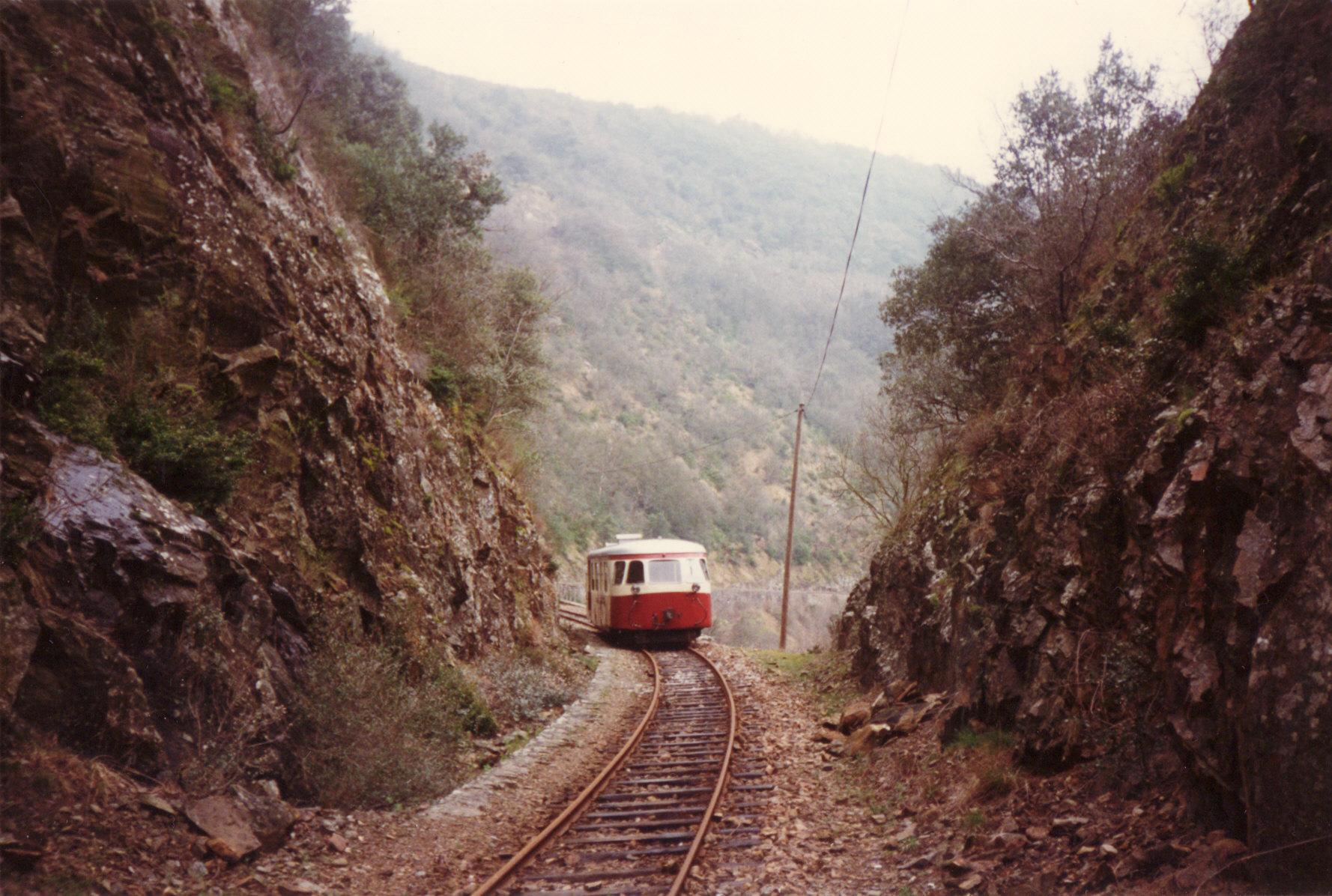
Billard-Triebwagen 314 bei Colombier-le-Vieux

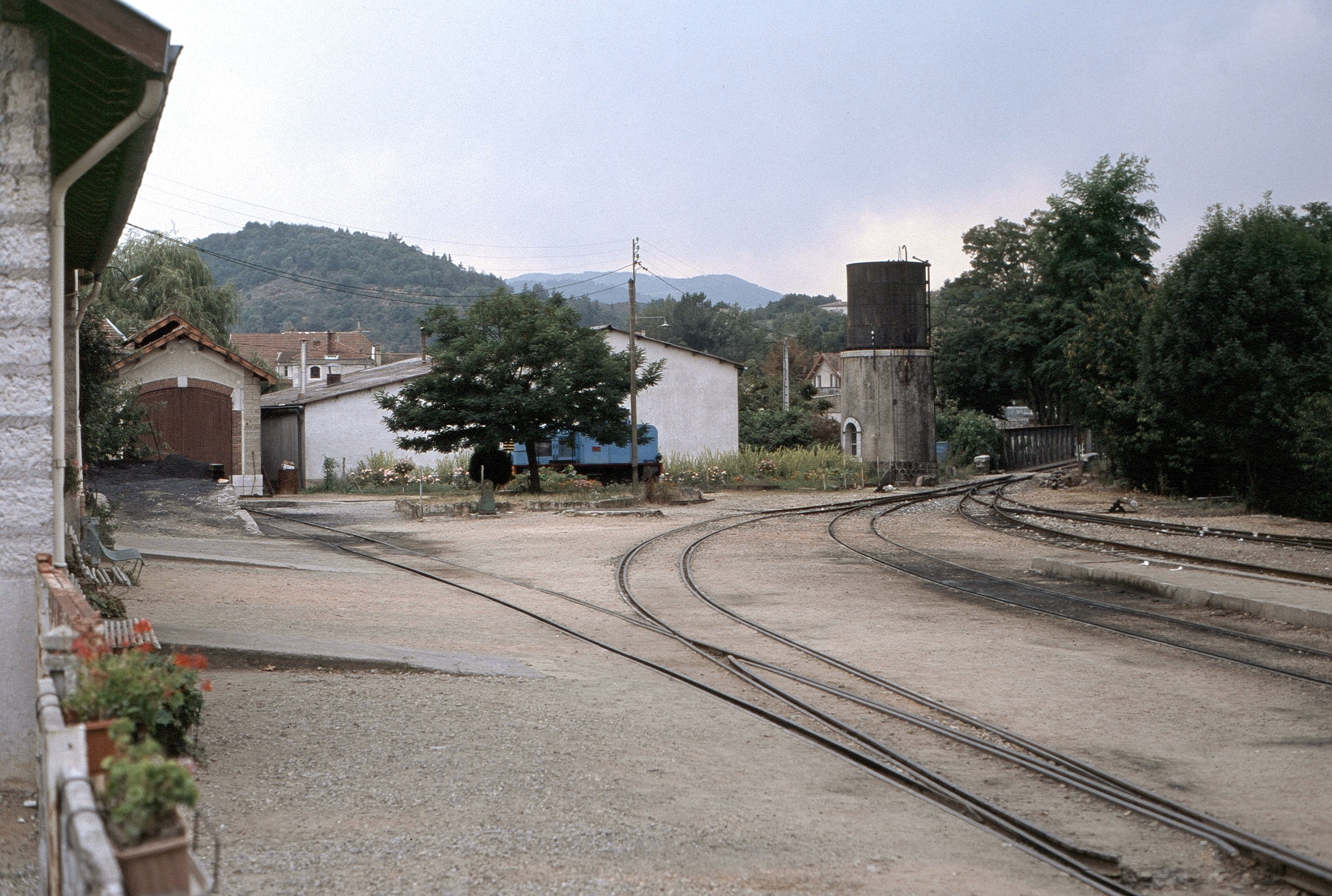
Bahnhof Lamastre mit Lokschuppen, Wasserturm und ehemaliger Strecke nach Le Cheylard

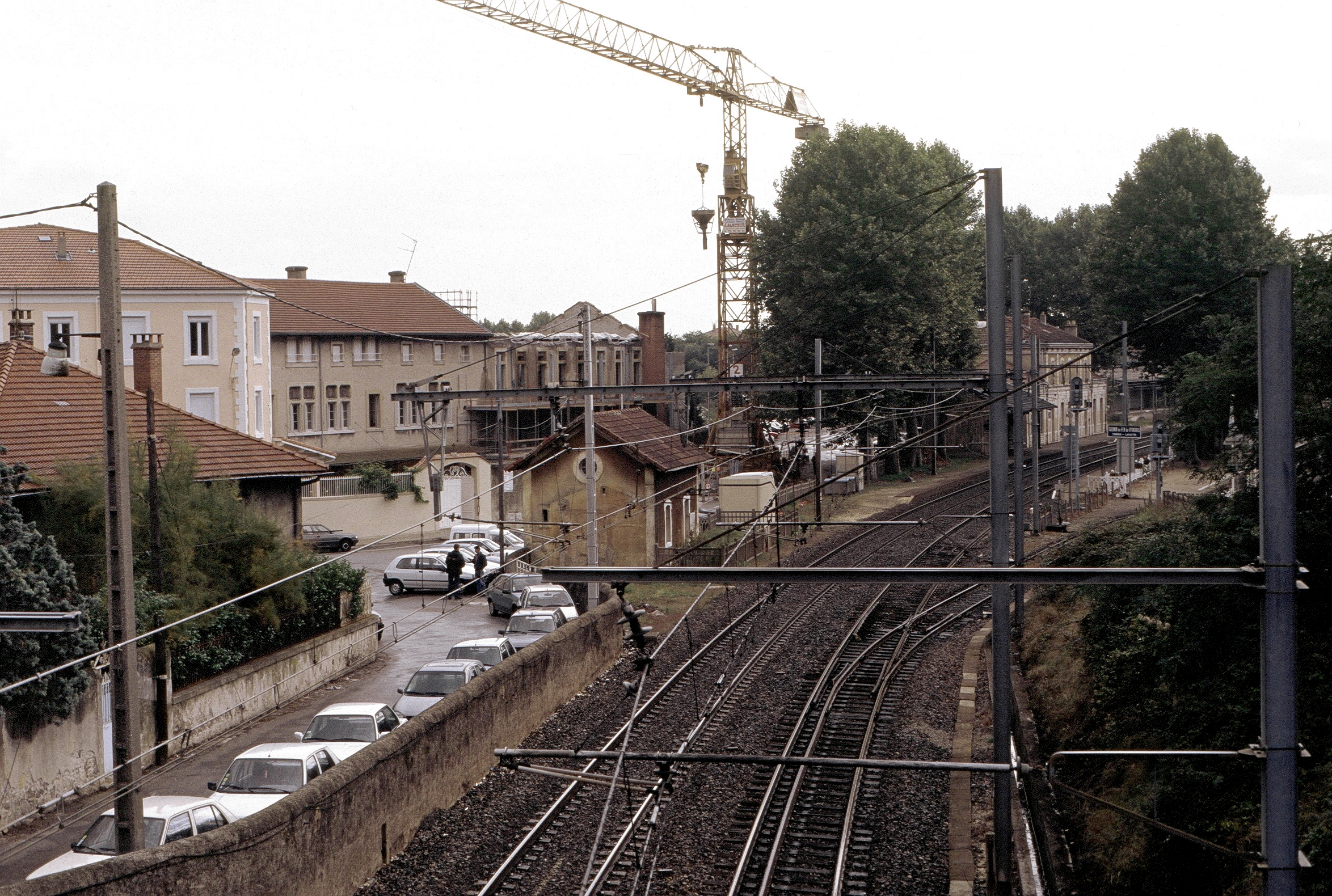
Dreischienengleis mit Abzweig des Schmalspurgleises am Bahnhof Tournon

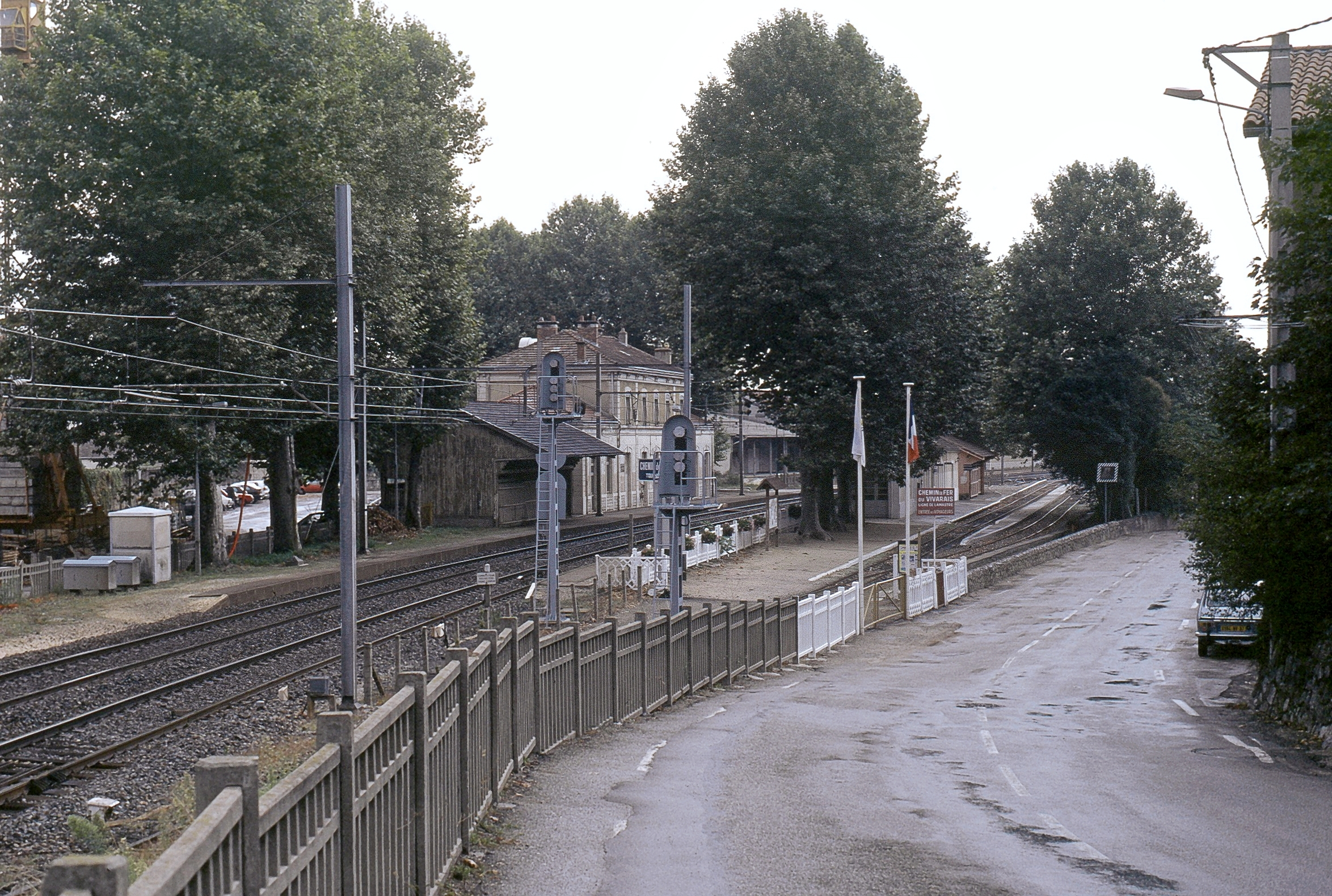
Regelspur- und Schmalspurbahnhof Tournon, 1998

Der Train de l’Ardèche (sur la ligne du Chemin de Fer du Vivarais) ist eine Museumseisenbahn im französischen Département Ardèche. Anders als der Name suggeriert, berührt sie den Fluss Ardèche und dessen Canyon Gorges de l’Ardèche nicht, durchfährt hingegen die ebenfalls eindrucksvolle Schlucht Gorges du Doux.
Sie verkehrt seit 1970, mit einer fünfjährigen Unterbrechung von 2008 bis 2013, auf einem erhaltenen Abschnitt der 1968 stillgelegten Bahnstrecke Tournon–Le Cheylard. Bis 2008 wurde der Museumsbahnbetrieb unter dem Namen Chemin de Fer du Vivarais (CFV), bis 2004 vom gleichnamigen Verein, teilweise ehrenamtlich durchgeführt. Seit 2013 wird die Bahn von der Société Nouvelle du Chemin de Fer du Vivarais kommerziell betrieben. Häufig wird die Bahn auch als Le Mastrou bezeichnet, der aktuelle Betreiber verwendet diesen Namen aber nur noch für einen bestimmten Zug.
Von Tournon im Rhonetal führte die meterspurige Strecke durch die Schlucht des Flusses Doux in den 250 Meter höher gelegenen Ort Lamastre. Die Streckenlänge betrug bis 2008 33 Kilometer, nach der Reaktivierung im Jahr 2013 ist sie etwa vier Kilometer kürzer. Ausgangspunkt ist seitdem der Bahnhof Tournon–Saint-Jean-de-Muzols auf dem Gebiet der Stadt Saint-Jean-de-Muzols.
In der Regel verkehren mit Dampflokomotiven der Bauart Mallet bespannte Züge, seltener kommt auch eine Diesellokomotive oder ein historischer Dieseltriebwagen zum Einsatz. Die Fahrt zwischen den Endpunkten dauert ungefähr zwei Stunden bei Dampftraktion und circa eine Stunde mit dem Triebwagen. Der Museumsbetrieb wird von Mitte März bis Mitte November durchgeführt.
Bemerkenswert war das Dreischienengleis zwischen dem Bahnhof Tournon und dem Abzweig bei Saint-Jean-de-Muzols, das in zwei Tunneln (640 und 40 Meter lang) den Ortsrand unterquerte und auf einer Betonbrücke, die 2005 einen 165 Meter langen Eisenviadukt ersetzte, über den Fluss Doux führte. Seit der Wiedereröffnung der Bahn im Jahr 2013 wird dieses Teilstück nicht mehr von den Museumszügen befahren.

## Geschichte

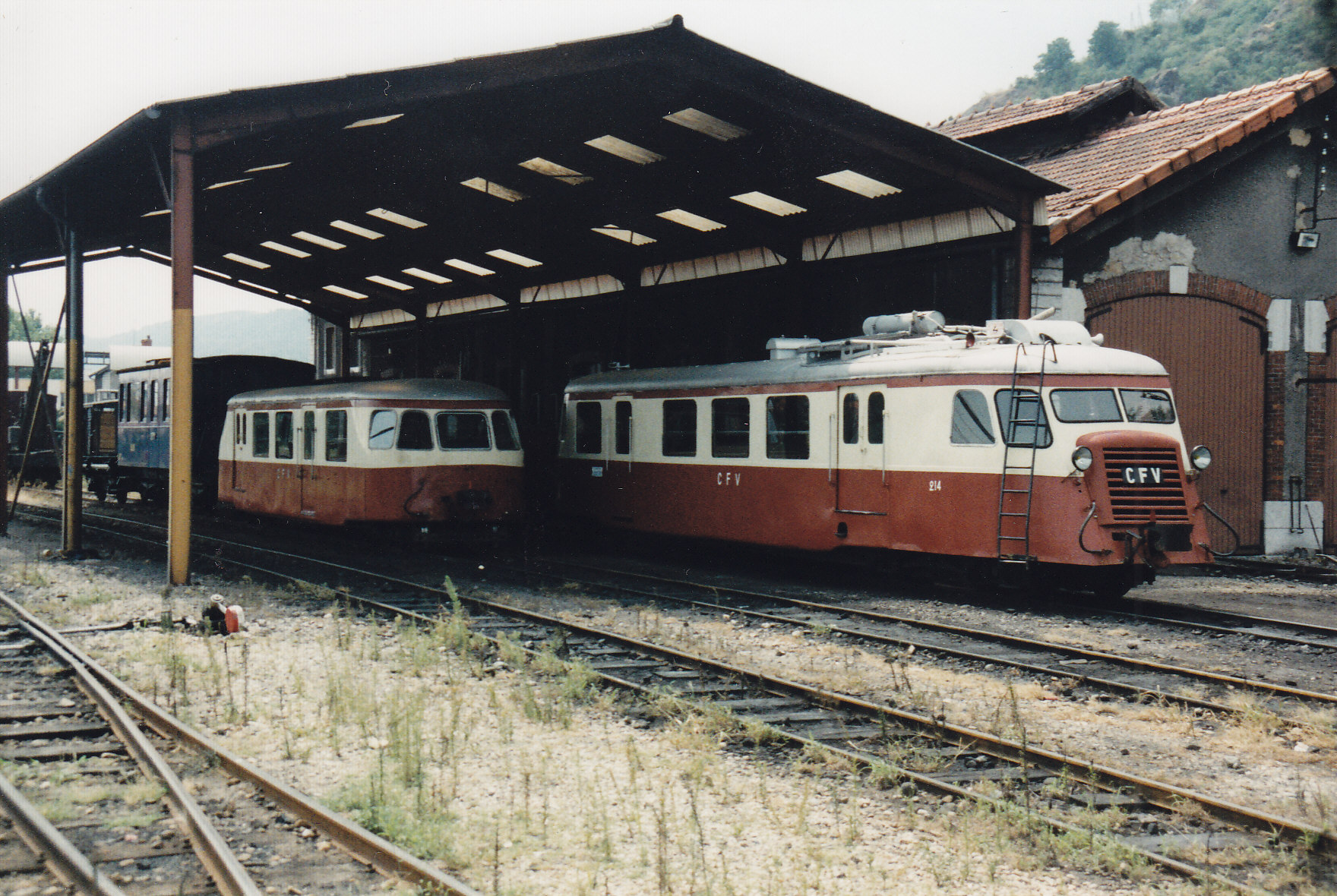
Billard-Triebwagen 214 mit nach dem Unfall von 1971 veränderter Front im Betriebswerk Tournon

Die Bahnstrecke von Tournon über Lamastre wurde am 12. Juli 1891 von der Compagnie de chemins de fer départementaux (CFD) eröffnet und 1903 bis Le Cheylard verlängert. In Tournon entstanden ein Gemeinschaftsbahnhof mit der Compagnie des chemins de fer de Paris à Lyon et à la Méditerranée (PLM) und auf 2,2 Kilometer Länge ein gemeinschaftlich genutztes Dreischienengleis. Am 31. Oktober 1968 wurde die Gesamtstrecke stillgelegt, am 14. Juni 1969 begann der touristische Verkehr zwischen Lamastre und Saint-Jean-de-Muzols. Ab Februar 1970 wurde wieder bis zum Bahnhof Tournon gefahren.
Offiziell wurde der Museumsverkehr auf der Strecke Tournon–Lamastre am 18. April 1970 eröffnet. Mit der 230-T E-327 und der 030-030-T 404 standen zunächst zwei Dampflokomotiven zur Verfügung, dazu kamen eine Diesellok und ein Dieseltriebwagen. Am 14. Juni 1971 gab es bei Le Garnier drei Verletzte beim Frontalzusammenstoß der Triebwagen 316 und 214. Letzterer erhielt bei der Reparatur einen niedrigeren Kühlergrill und größere Frontfenster. 1973 wurden die Gleise, Bahnhöfe und Fahrzeuge vom CFV erworben. 2004 wurde der Betreiber zu einer „Gemischtwirtschaftlichen Gesellschaft“ und in CFTM umbenannt, mit dem Département Ardèche als Mehrheitsaktionär.

## Strecke
Ausgangspunkt war bis 2008 der Bahnhof Tournon, der gemeinsam mit der staatlichen Eisenbahngesellschaft SNCF betrieben wurde. Dort befand sich auch das Betriebswerk der Schmalspurbahn. In nördlicher Richtung verlief die Bahn auf einem Dreischienengleis, das zugleich das nördliche Richtungsgleis der Hauptbahn (Linksverkehr) darstellte. Nach der Brücke über den Doux zweigte das Schmalspurgleis nach Westen ab und folgte im weiteren Verlauf dem Tal des Flusses.

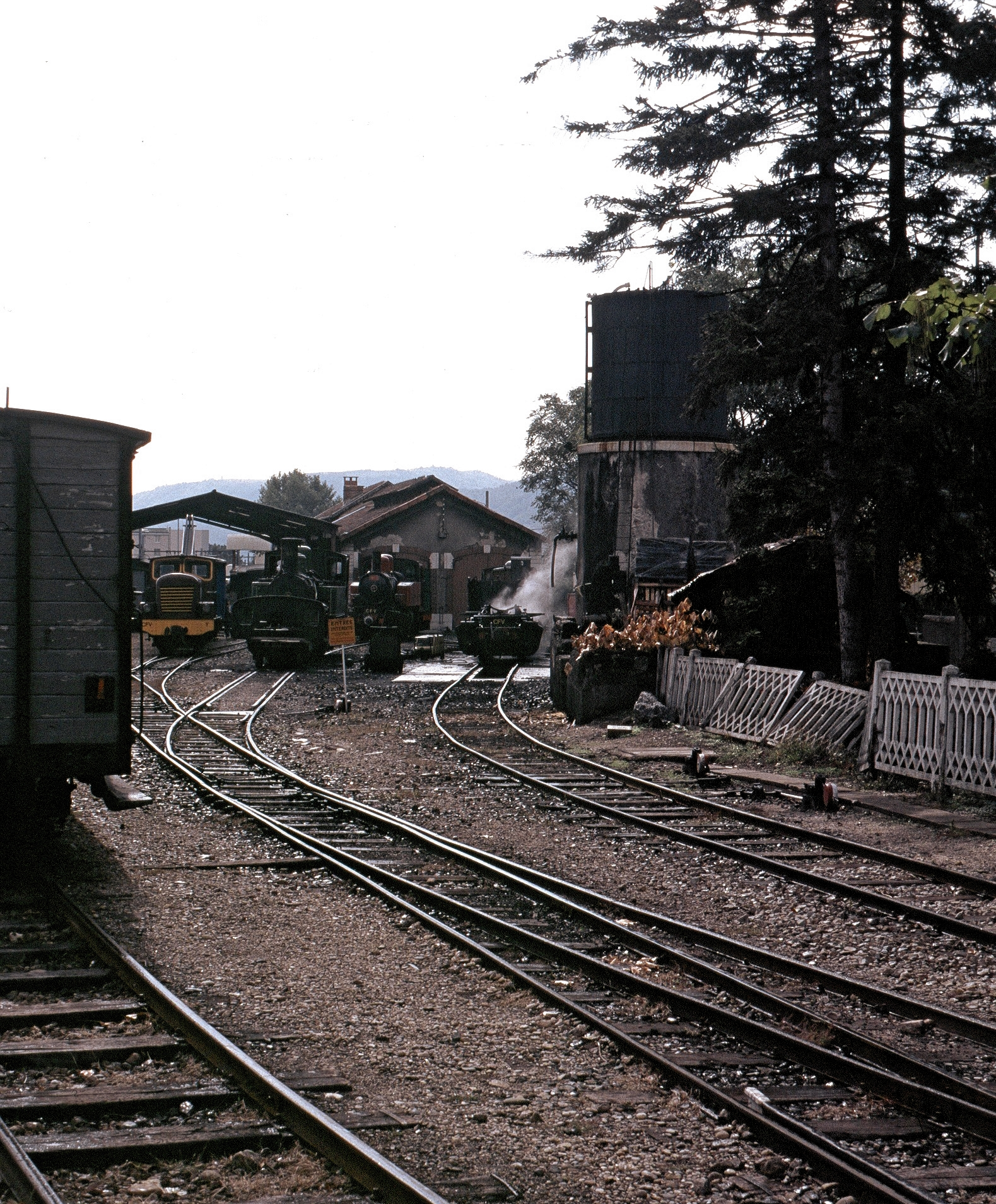
Dampf- und Diesellokomotiven im Betriebswerk Tournon, 1998
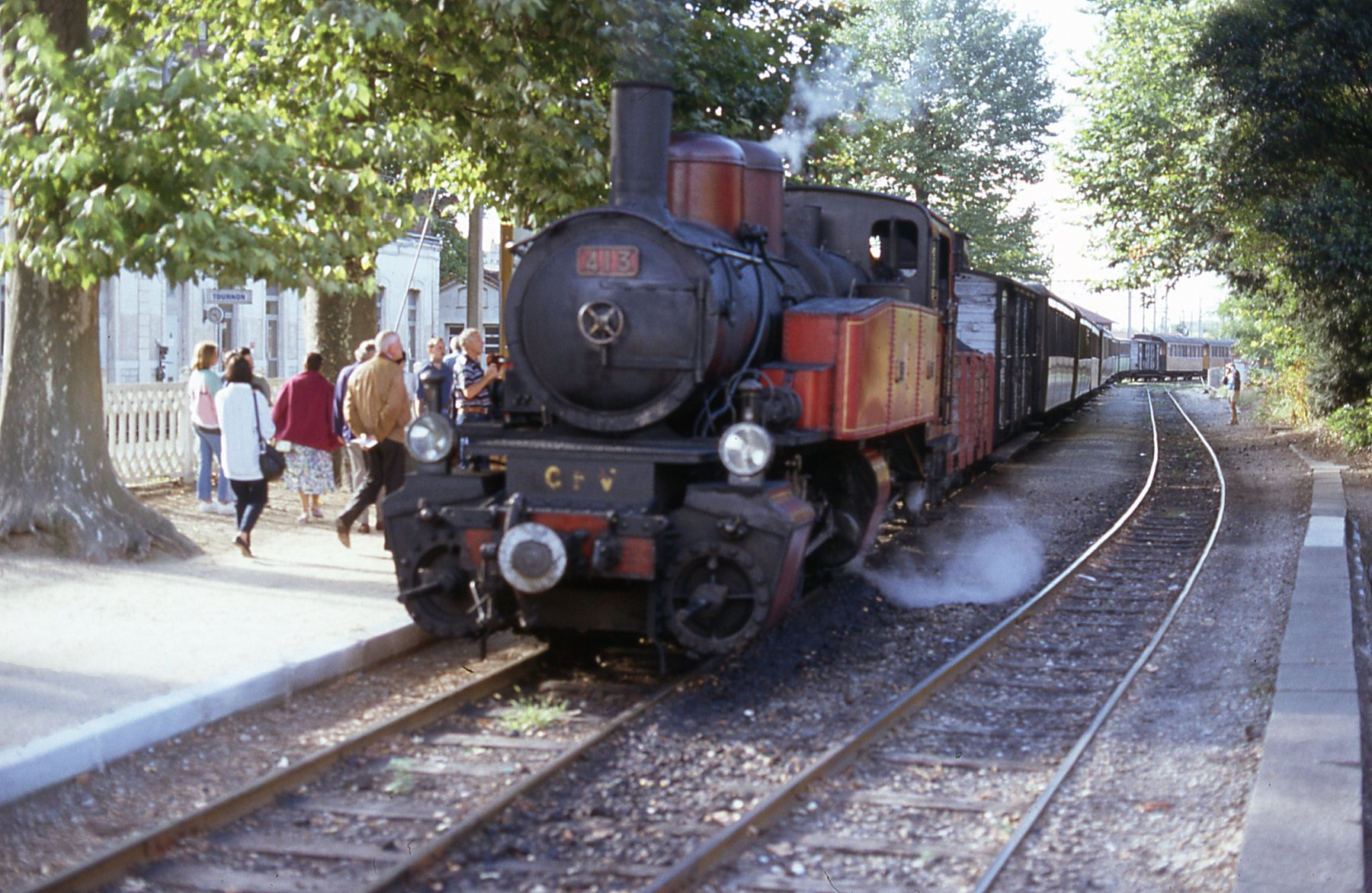
Zug mit Mallet-Lokomotive Nr. 413 im Bahnhof Tournon
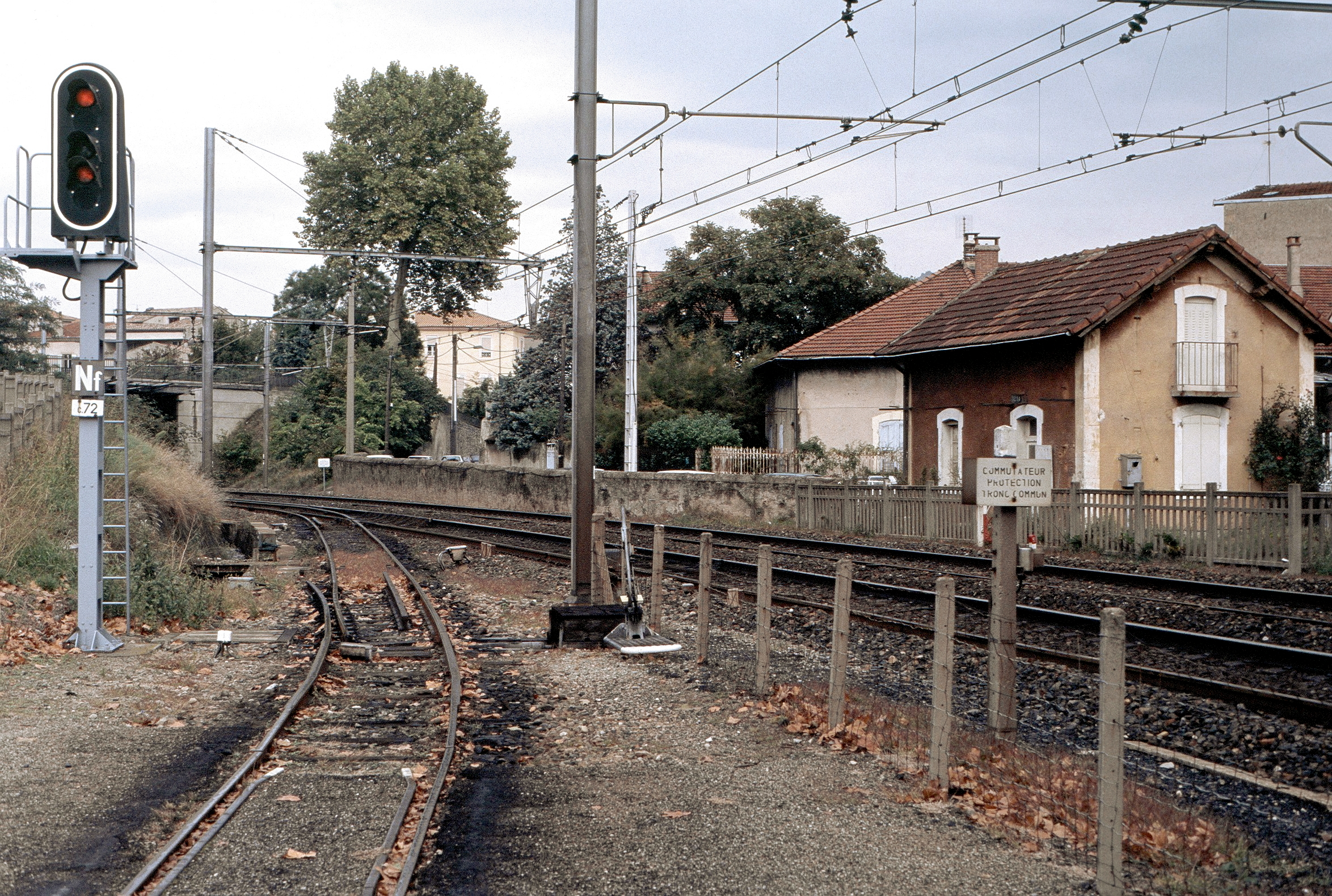
Abzweig am Bahnhof Tournon mit Entgleisvorrichtung, Blickrichtung Nord
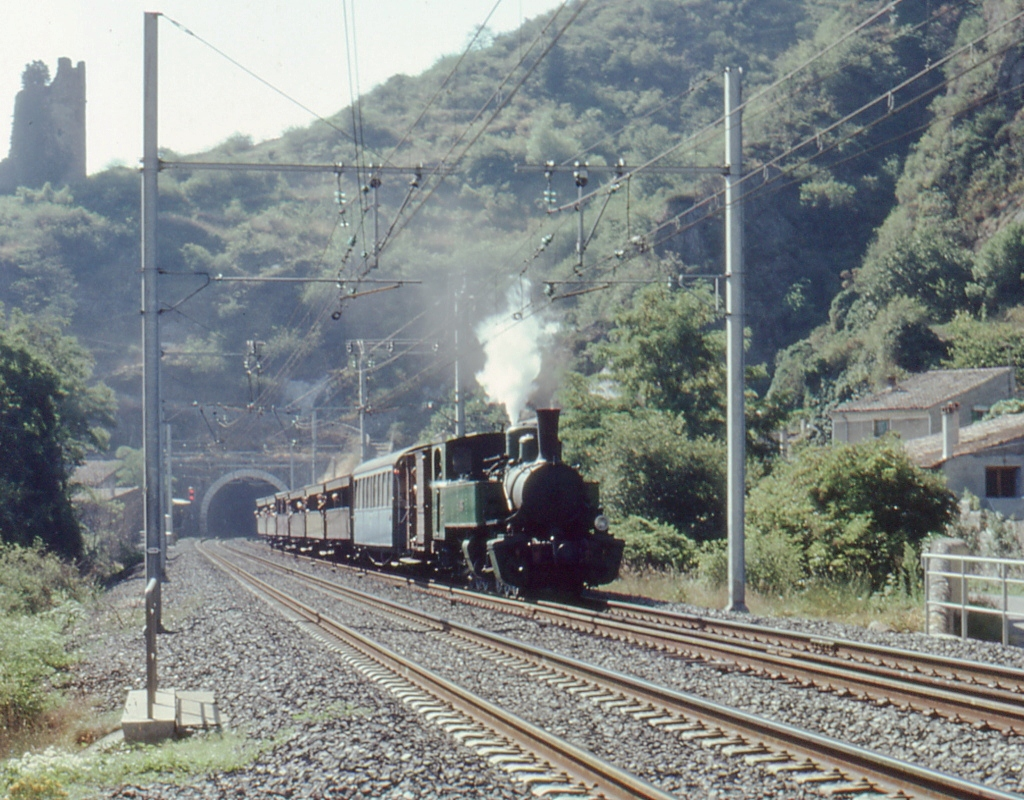
Museumszug auf dem Dreischienengleis bei Tournon
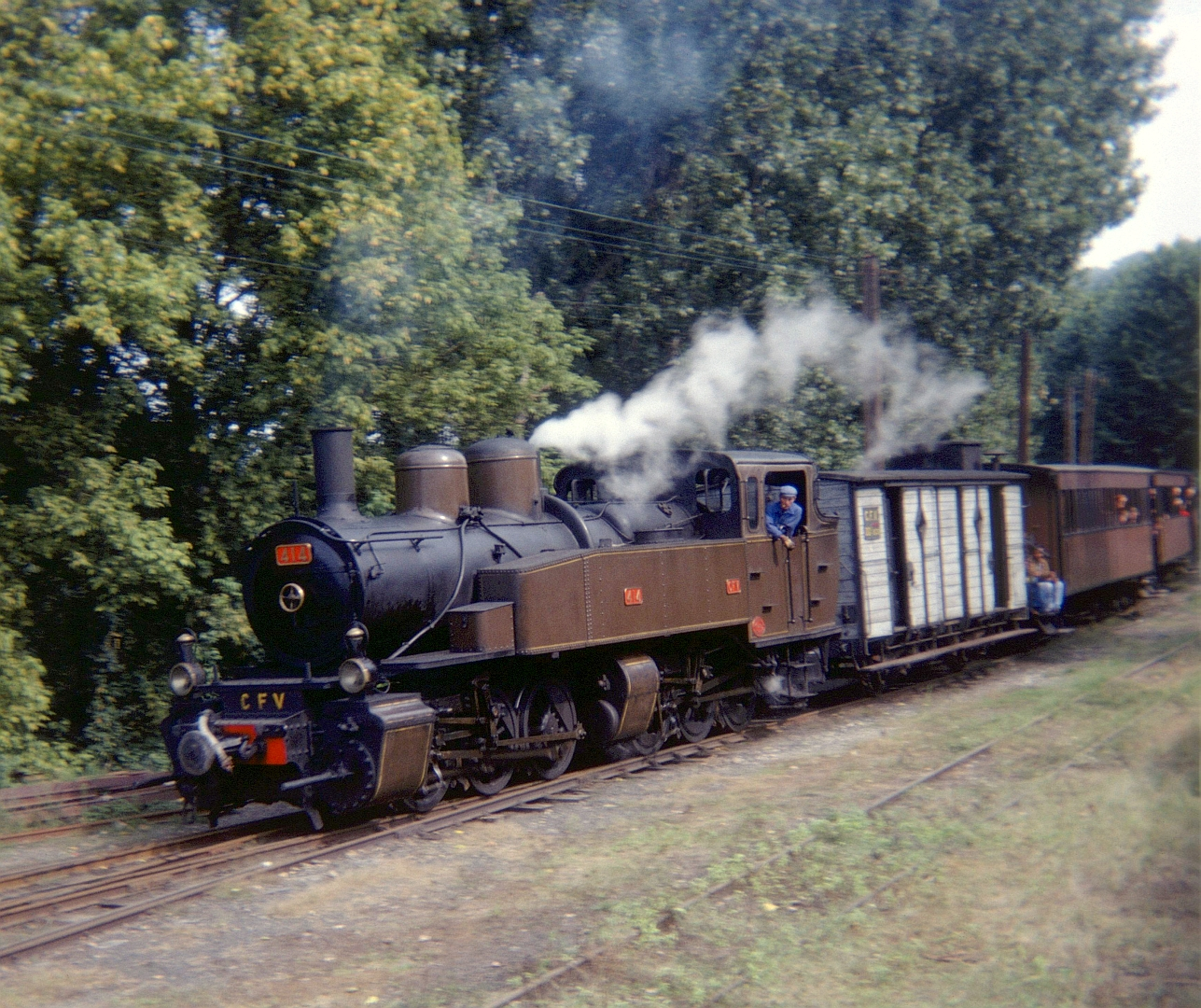
Zug des CFV mit Mallet-Lokomotive Nr. 414 bei Lamastre, 1975
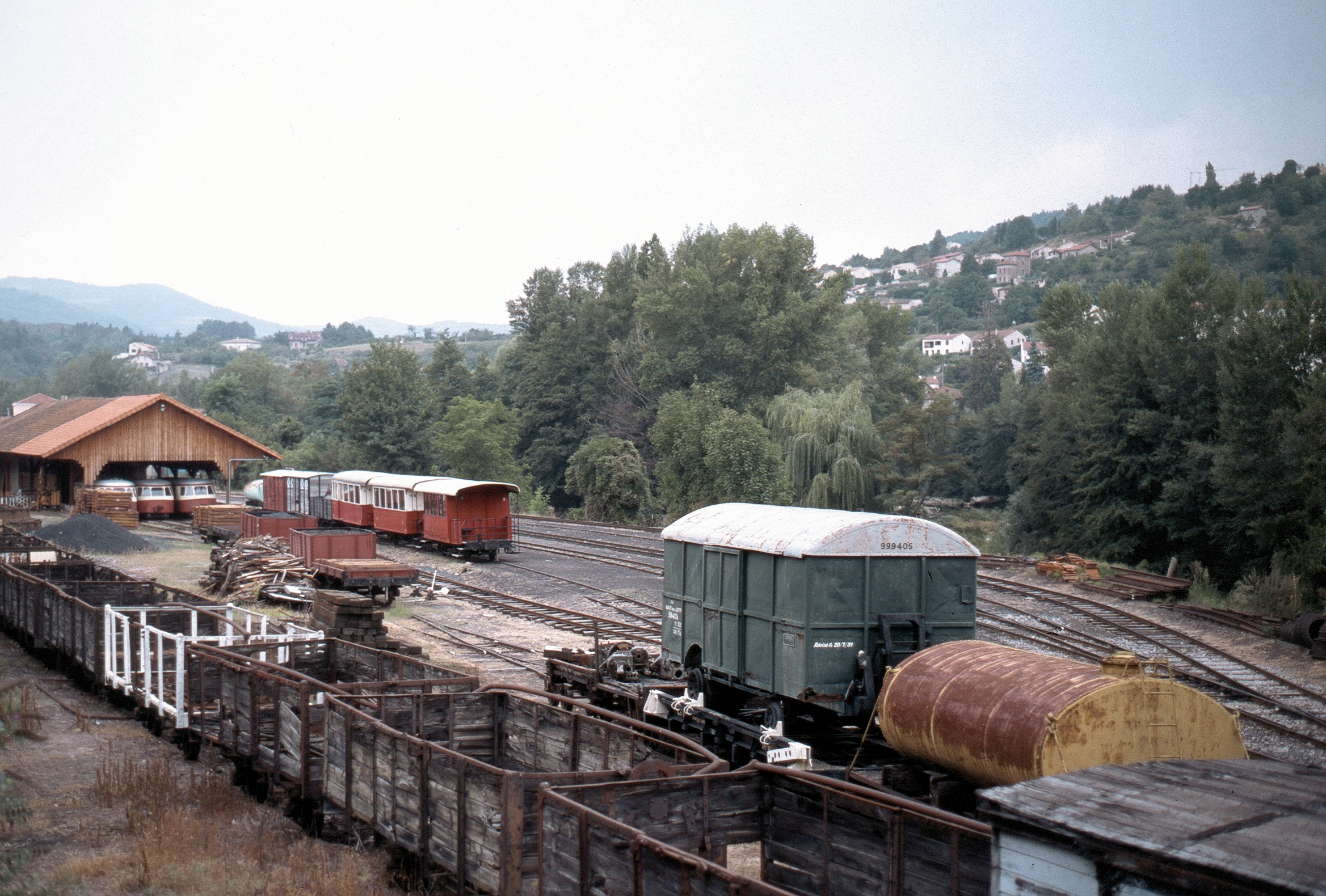
Bahnhof Lamastre mit neuer Wagenhalle und Billard-Trieb- und Beiwagen, 2000

Seit der Reaktivierung der Bahn im Jahr 2013 werden die Bahnhöfe Tournon und Saint-Jean-de-Muzols nicht mehr angefahren. Die Züge beginnen im neu errichteten Bahnhof Tournon–Saint-Jean-de-Muzols nahe dem ehemaligen Haltepunkt Douce-Plage.
Die Strecke weist mehrere gemauerte Brücken, Einschnitte und bei Mordane einen 265 Meter langen Tunnel auf. Von Tournon (123 m über NN) bis Lamastre (373 m über NN) wurde ein Höhenunterschied von 250 Metern überwunden.

## Stationen

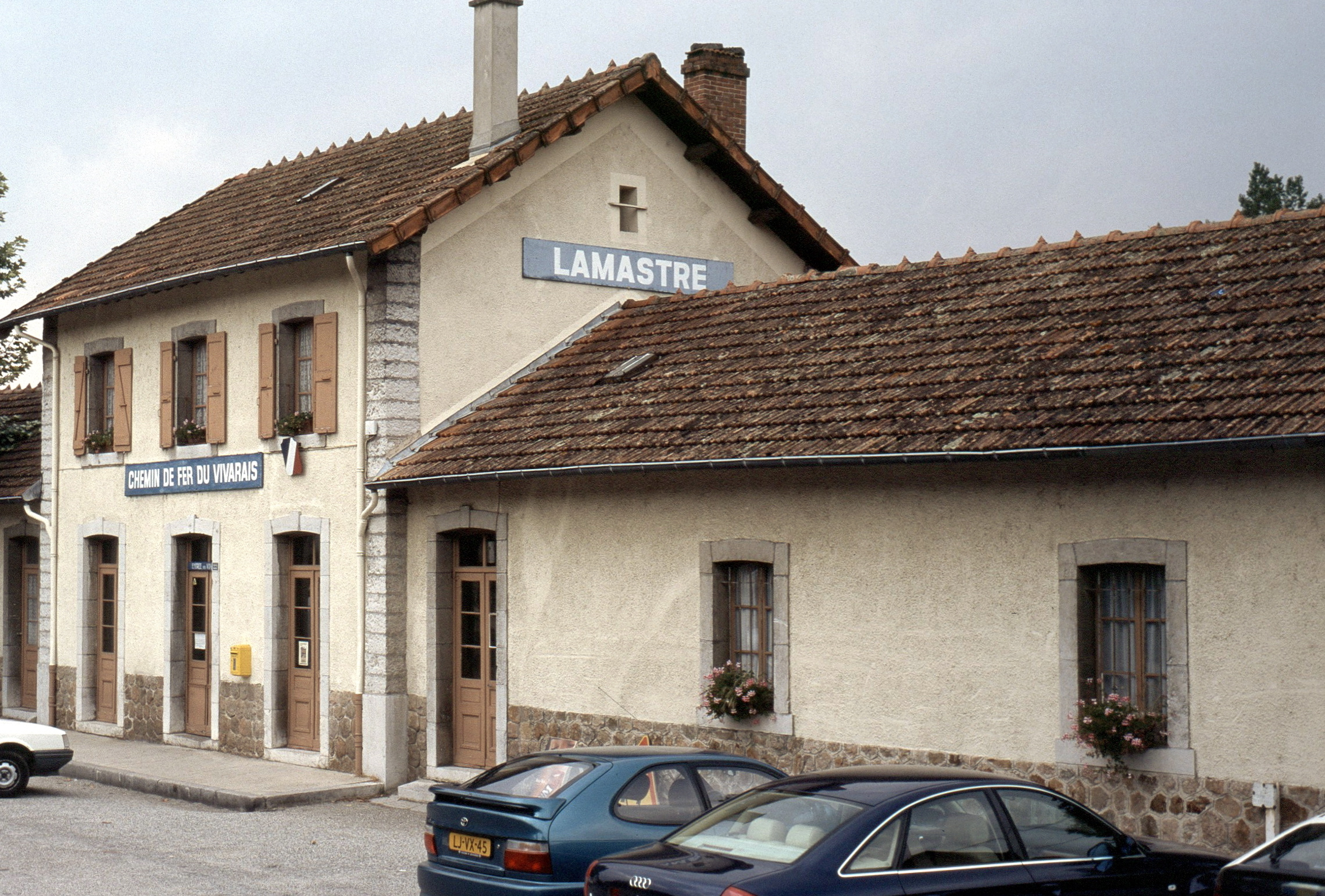
Bahnhof Lamastre

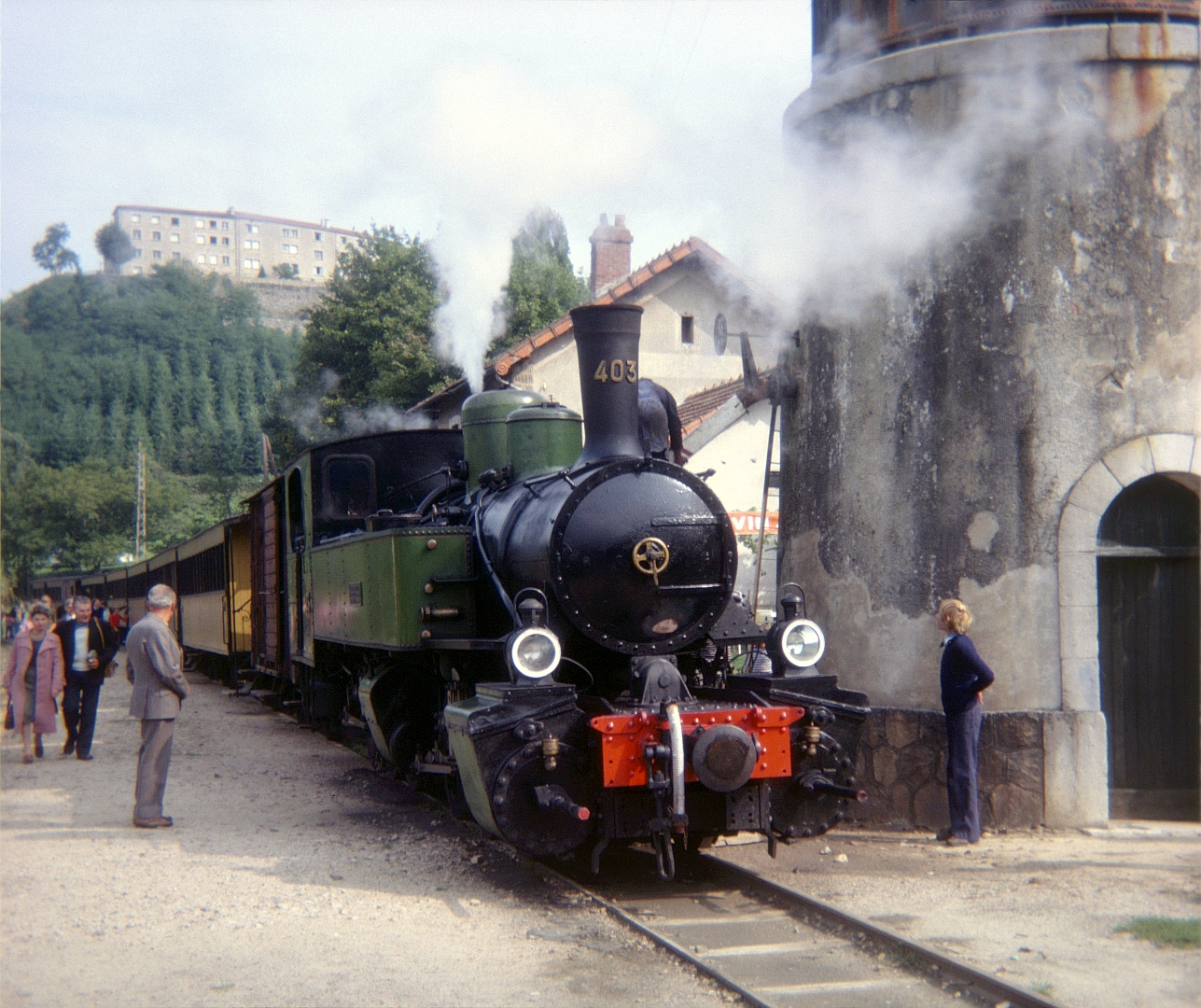
Mallet-Lokomotive Nr. 403 in Boucieu-le-Roi, 1975

- Tournon-sur-Rhône (km 0,0; 123 m über NN; bis 2008)
- Saint-Jean-de-Muzols (km 2,6; bis 2008)
- Tournon–Saint-Jean-de-Muzols (seit 2013)
- Douce-Plage (außer Betrieb)
- Troye (km 6,6)
- Mordane (km 9)
- Clauzel (km 11)
- Colombier-le-Vieux–Saint-Barthélemy-le-Plain (km 12,9)
- Boucieu-le-Roi (km 18,5; 276 m über NN)
- Tincey (km 19)
- Arlebosc (km 21,6)
- Le Garnier (km 24)
- Le Plat-Empurany (km 26,1)
- Monteil
- Lamastre (km 32,6; 373 m über NN)

## Krise 2008
Vierzig Jahre nach der Rettung des Teilstücks Tournon – Lamastre vor der Stilllegung stand die Bahn vor einer weiteren Krise: seit 2008 fand kein Fahrbetrieb statt, es stand keine betriebsbereite Dampflok zur Verfügung und die Strecke wies Sicherheitsmängel auf. Größtes Problem hierbei war die Mitbenutzung der normalspurigen Rhone-Strecke der SNCF mittels Dreischienengleis. Diese Strecke weist nur Transitgüterverkehr auf, dessen Betreiber die Fahrplantrassen der Schmalspurbahn für ihre Züge nutzen wollten.

## Betrieb seit 2013

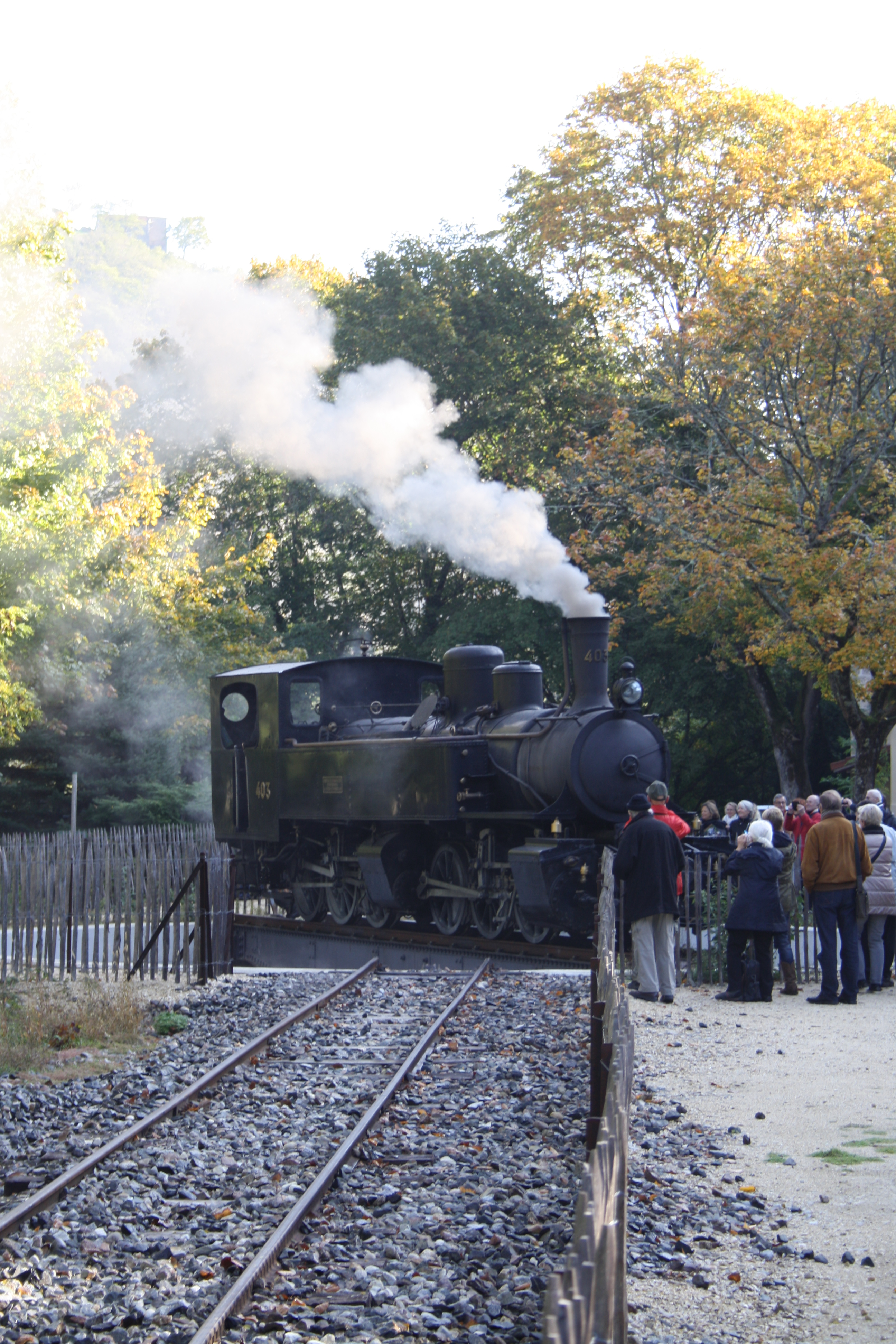
Lok 403 auf der von Hand bewegten Drehscheibe in Colombier-le-Vieux–Saint-Barthélemy-le-Plain

Am 18. Februar 2011 hatten das Département Ardèche und der neue Betreiber, die Société Nouvelle du Chemin de Fer du Vivarais, abgekürzt SNCFV, eine Vereinbarung über den Weiterbetrieb der Museumsbahn unterzeichnet. Die Société Nouvelle du Chemin de Fer du Vivarais wurde vom Reiseveranstalter Kléber Rossillon und dem Reisebusunternehmen Courriers Rhôdaniens gegründet. Geplant war ein Investitionsvolumen von 13 Millionen Euro. Östlich des Orts Saint-Jean-de-Muzols wurde der neue Bahnhof Tournon–Saint-Jean-de-Muzols errichtet, der seit 2013 als Endbahnhof dient. In Lamastre entstand eine dreigleisige gemauerte Fahrzeughalle.
Zunächst wurde ein Fahrraddraisinenverkehr eingerichtet: zwei jeweils ca. 12 Kilometer lange Abschnitte von Monteil nach Boucieu-le-Roi („Parcours des viaducs“, seit 2015) bzw. von dort zur Station Troye („Parcours des étroits“, seit 2011) können talwärts in fünfsitzigen, offenen Fahrzeugen befahren werden. Dabei kommen die Billard-Triebwagen 213, 214, 316, die Diesellokomotive „Y“ und seit 2017 auch die ehem. korsischen Triebwagen X5001 und X5002 zum Einsatz, die die Draisinen und deren Fahrgäste zum Startpunkt bringen bzw. an ihren Ausgangsort zurückbefördern.
Seit 2013 gibt es wieder dampflokbespannte Züge. Neben dem „Mastrou“, der auf der ganzen Strecke verkehrt, befährt der „Train des Gorges“ nur den landschaftlich eindrucksvollsten Abschnitt durch die Schlucht von Tournon–Saint-Jean-de-Muzols bis Colombier-le-Vieux–Saint-Barthélemy-le-Plain. Der „Train du Marché“, der im Juli und August dienstags zum Markt nach Lamastre fährt, wird von der Diesellokomotive BB 040-003 gezogen und hält an allen Unterwegsbahnhöfen.
Der Dampfbetrieb wird mit einer Mallet-Tenderlokomotive aus dem Jahr 1903 durchgeführt, seit 2015 steht zudem wieder eine jüngere zweite Lok derselben Bauart zur Verfügung. Von Mitte April bis Ende September verkehrt pro Tag mindestens ein von einer Dampflokomotive gezogener Zug, im Juli und August sind bis zu drei tägliche Dampfzüge auf der Strecke.
Der bisherige Endbahnhof Tournon-sur-Rhône wurde aufgegeben, die im dortigen Betriebswerk vorhandene Fahrzeug- und Ersatzteilsammlung größtenteils abgeholt und auf die verbleibenden Bahnhöfe der Strecke verteilt. Die überdachte Abstellanlage neben dem Lokschuppen in Tournon und die darunter abgestellten zwölf historischen Fahrzeuge wurden am 9. April 2014 durch ein Feuer teilweise bis vollständig zerstört. Die Gleisanlagen im Betriebswerk sind teilweise demontiert, einige mit Planen wetterfest konservierte vierachsige Wagen warten noch auf ihre Abholung. Auch im ehemaligen Bahnhof Saint-Jean-de-Muzols liegen keine Gleise mehr, die übrigen Gleise einschließlich des Dreischienenabschnitts mit seinen Auszweigungen waren 2015 noch vorhanden. Mittlerweile wurde die dritte Schiene des Dreischienenabschnitts entfernt.

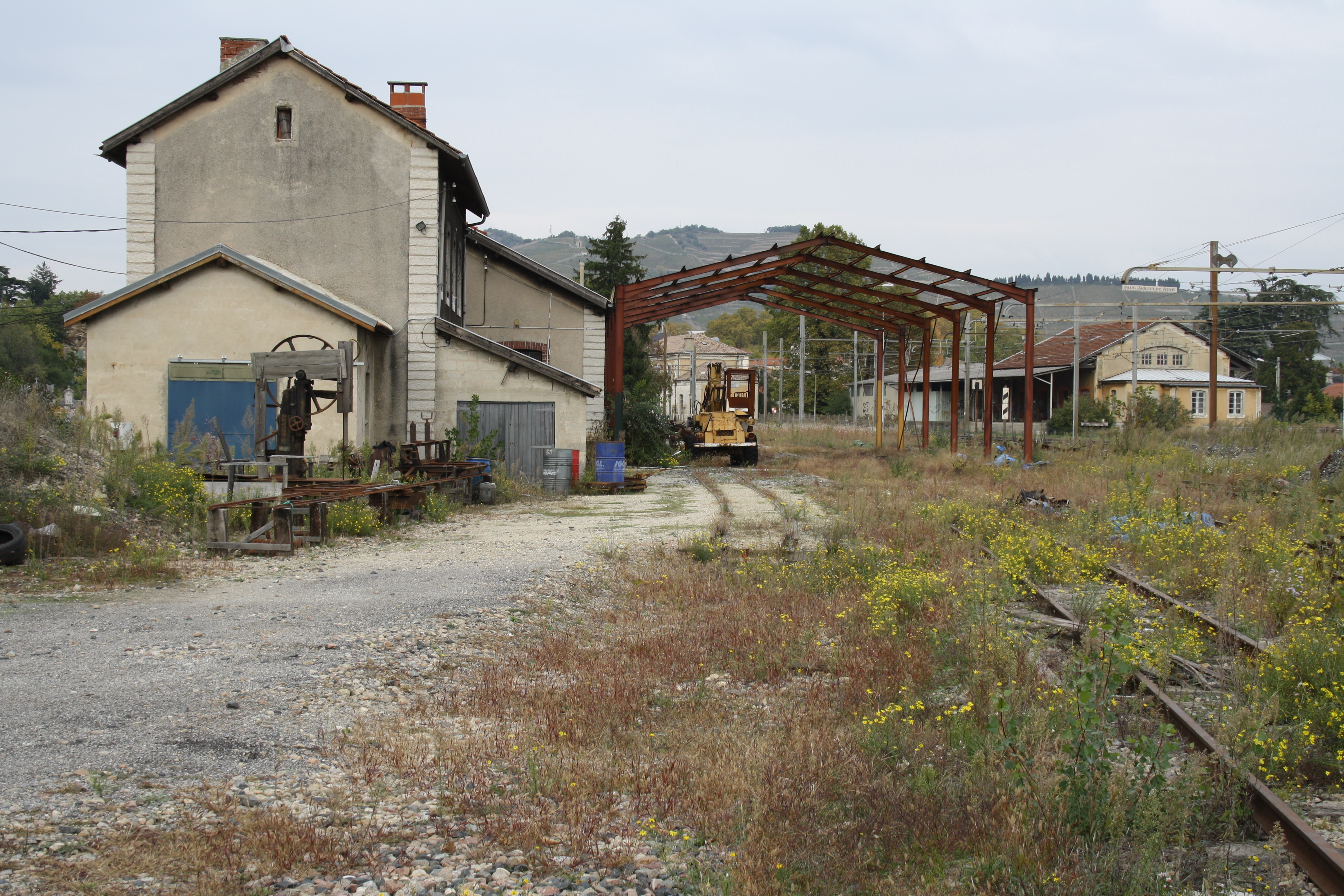
Stahlskelett der 2014 abgebrannten Wagenhalle in Tournon
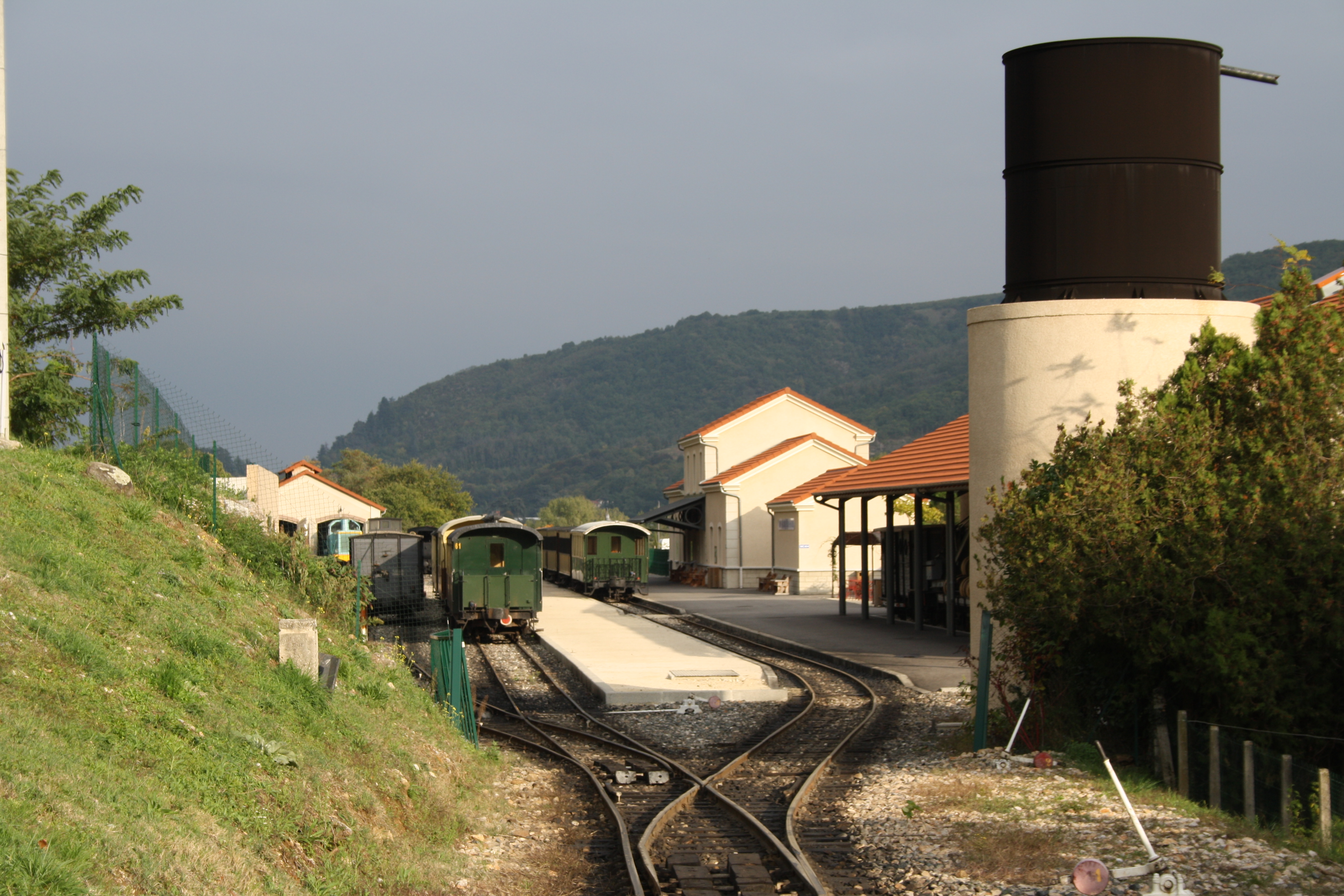
Im alten Stil neuerrichteter Endbahnhof Tournon–St.-Jean-de-Muzols
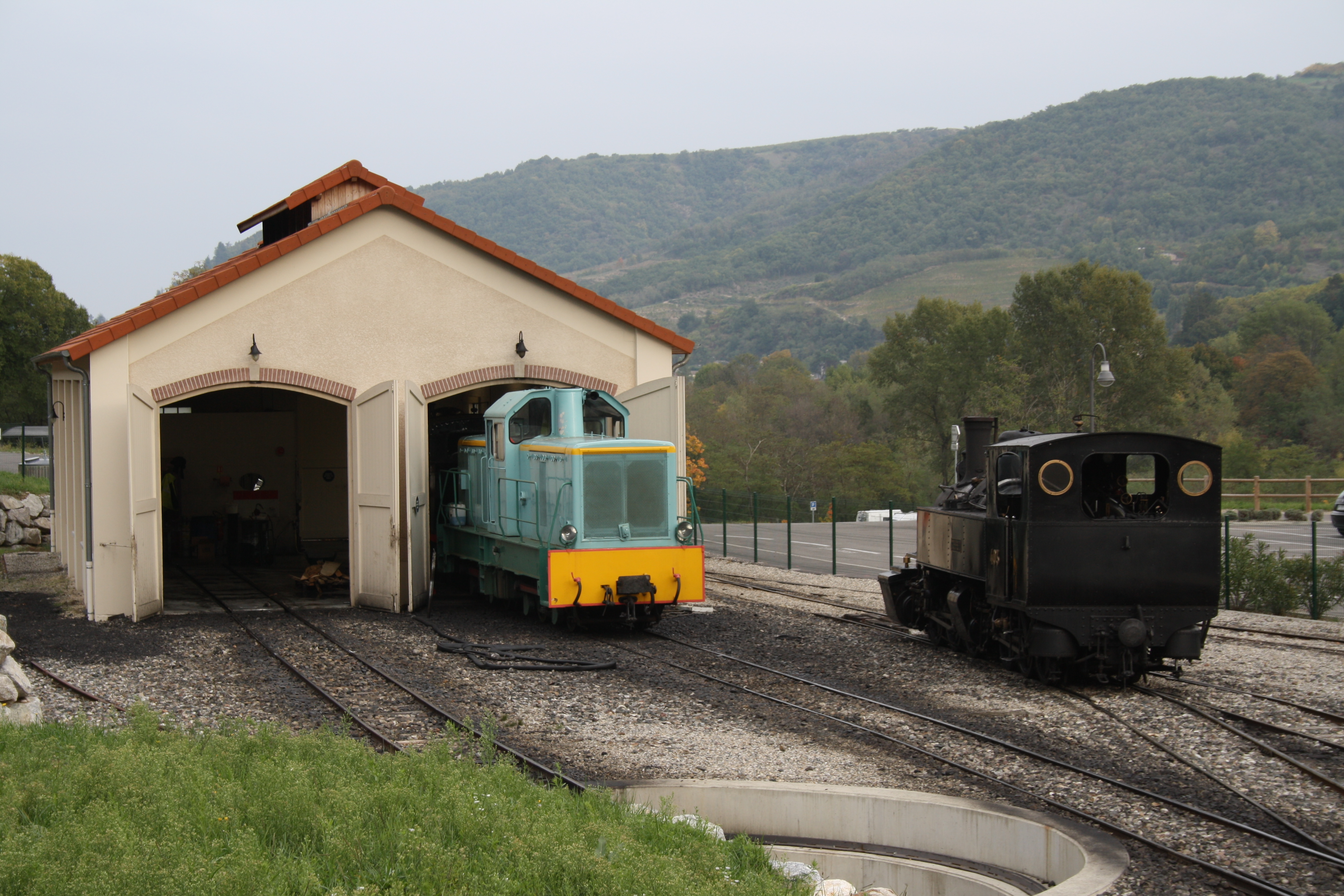
Diesellok BB 040-003 und Mallet-Lokomotive Nr. 403 vor dem Lokschuppen in Tournon–St.-Jean-de-Muzols

### Fahrzeuge

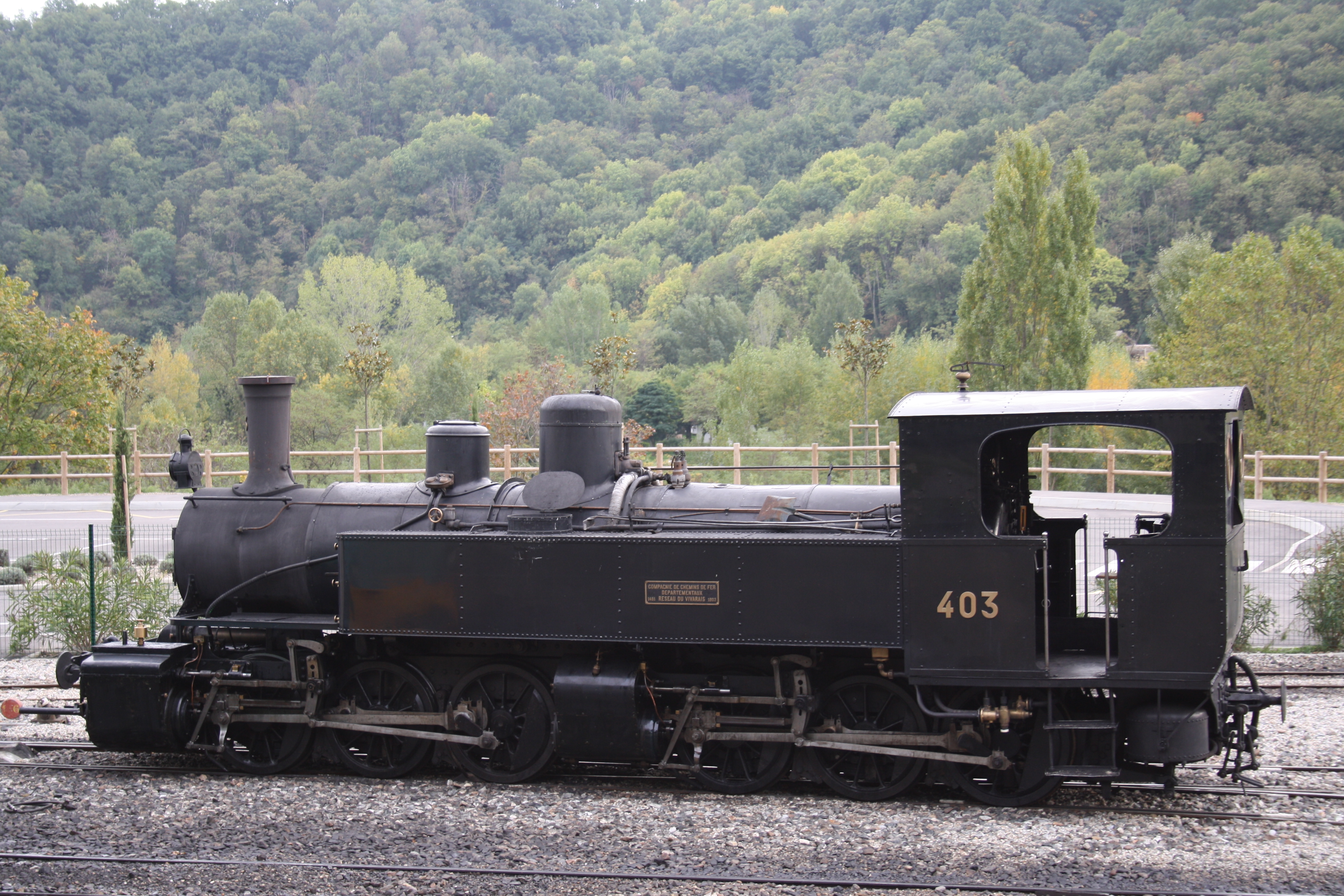
Mallet-Lokomotive Nr. 403 in Tournon–St.-Jean-de-Muzols

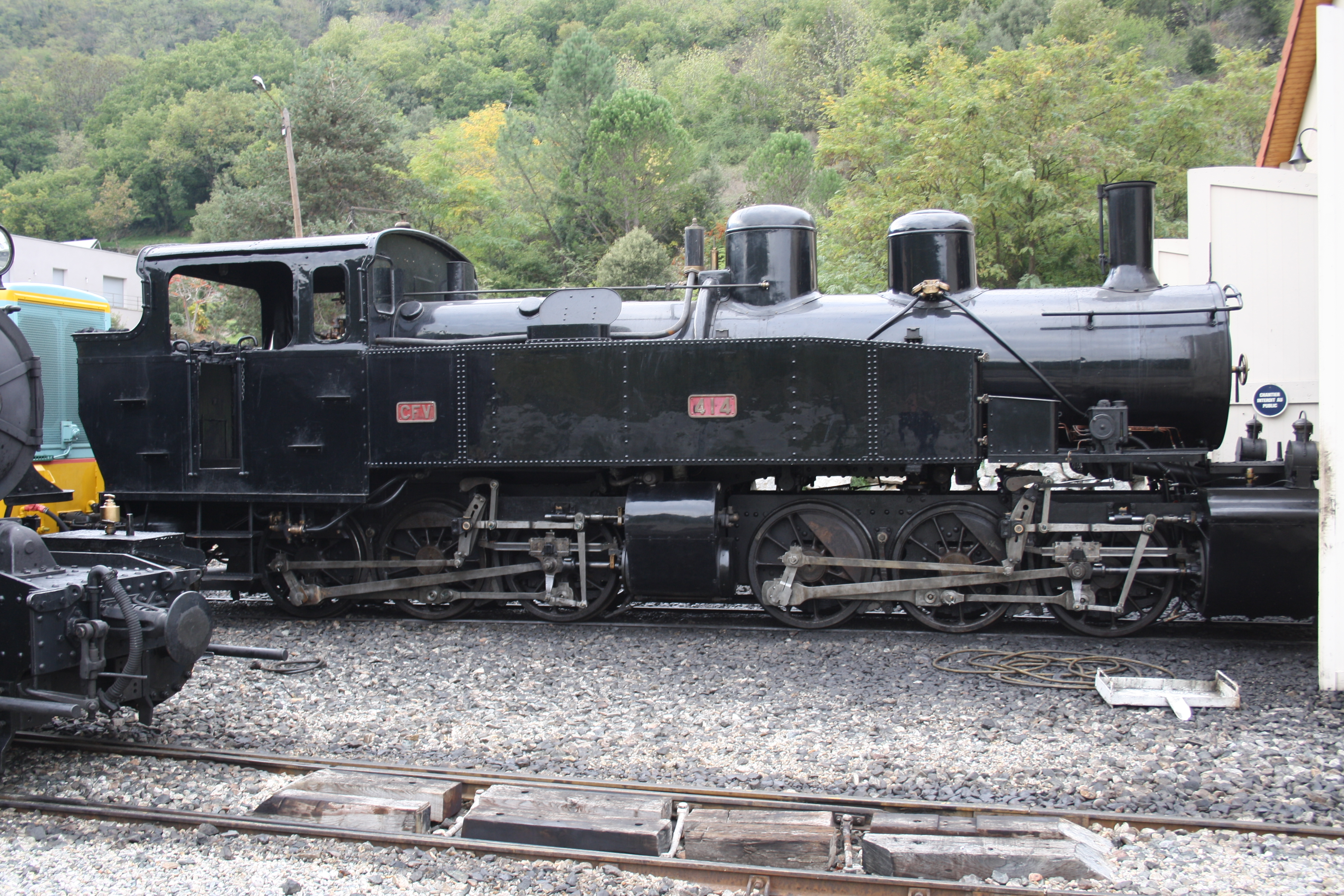
Mallet-Lokomotive Nr. 414 in Tournon–St.-Jean-de-Muzols

#### Dampflokomotiven
- 403: Die Mallet-Tenderlokomotive mit der Achsfolge CC (franz.: 030-030-T) wurde mit ihren ehemaligen Schwesterloks 401, 402 und 404 bis 408 von der schweizerischen Lokomotiv- und Maschinenfabrik SLM Winterthur für das Netz der CFD konstruiert.[17] Die 1903 ausgelieferte Maschine ist 10,71 Meter lang und hat ein Leergewicht von 36,3 Tonnen.[18] Sie kann bergwärts auf der kurvenreichen Strecke 200 Tonnen schwere 14-Wagen-Züge befördern.

Die baugleichen Lokomotiven 403 und 404 konnten nach der Einstellung des regulären Betriebs durch die CFD von der Museumsbahn CFV übernommen werden. Das Führerhaus, die Wasserkästen und die Zylinderverkleidungen jeder der vormals schwarzen Maschinen wurden in unterschiedlichen Farben lackiert, im Fall der 403 in Grün. In den frühen 1990er Jahren erhielt die 403 den Kessel der Lok 401, Lok 404 wurde im Herbst 1994 abgestellt.
Nach der Übernahme durch den aktuellen Betreiber SNCFV zeigt sich die 403 wieder im ursprünglichen Schwarz.
- 414: Ebenfalls als 030-030-T entstanden die Lokomotiven 411 bis 414 1932 bei SACM im elsässischen Graffenstaden. Sie entsprachen weitgehend den Vorgängermaschinen 409 und 410 aus dem Jahr 1927, von denen keine mehr existiert. In Abmessungen und Leistung mit der 403 nahezu identisch, präsentiert sie sich äußerlich „französischer“ als die in der Schweiz gebaute 403.

Zur Zeit der CFV war die auch als „Alsacienne“ (Elsässerin) bezeichnete Maschine, analog zur 403, teilweise kastanienbraun lackiert. Mittlerweile ist sie ebenfalls wieder vollständig schwarz.

Außerdem sind die Lokomotiven 401, 404 und 413 als Ersatzteilspender bzw. für eine eventuelle spätere Aufarbeitung abgestellt vorhanden.

#### Diesellokomotiven

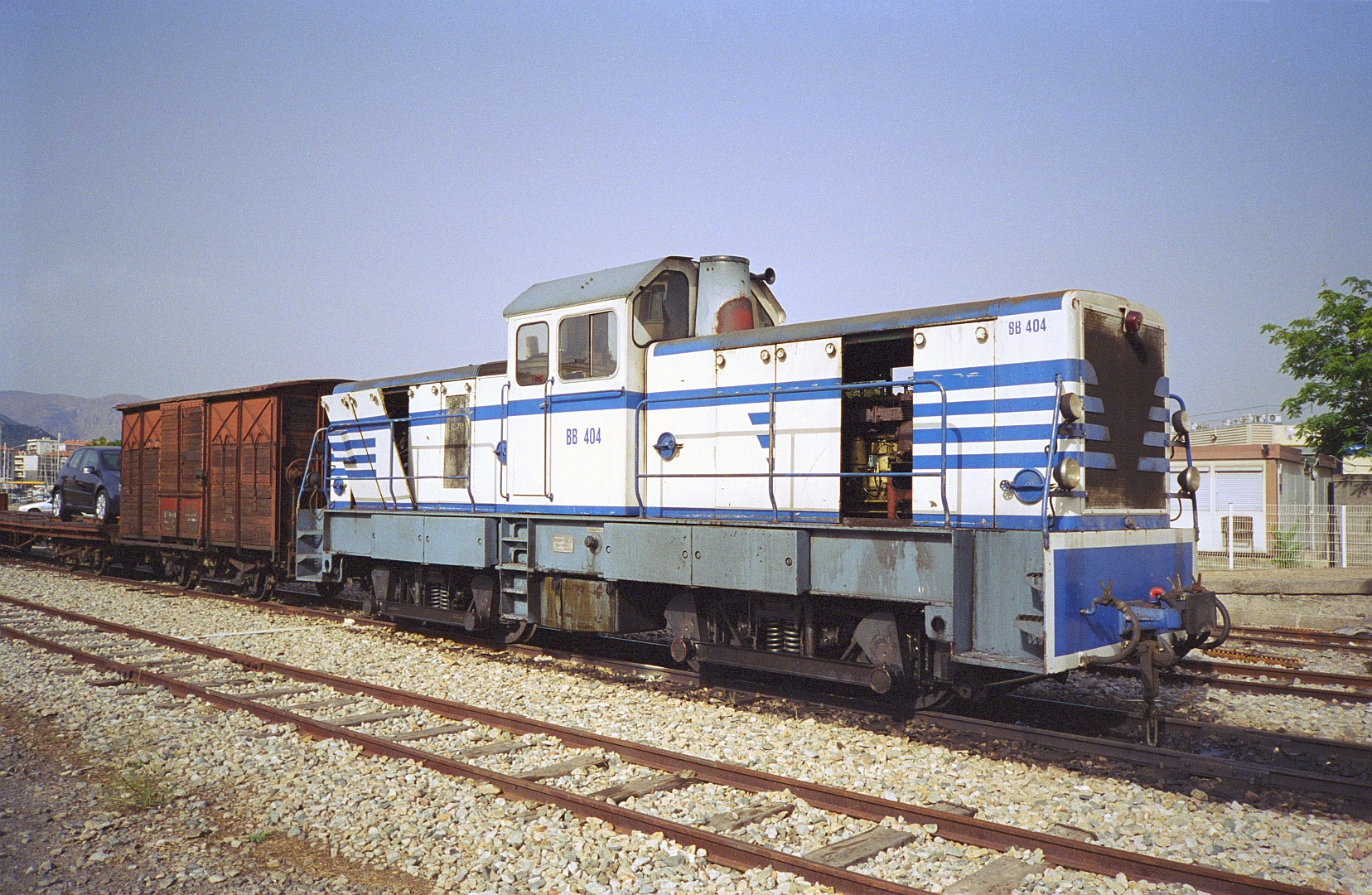
BB 040-003 als BB 404 bei den Chemins de fer de la Corse, 2004

- BB 040-003: Die vierachsige Diesellokomotive der Baureihe BB-400 mit je einem mechanischen Schaltgetriebe Typ Asynchro pro Drehgestell[19] wurde von der CFD-eigenen Werkstatt in Montmirail gebaut und im Oktober 1963 ausgeliefert. Nach der Einstellung des Verkehrs wurde sie 1969 zu den Chemins de fer de Provence versetzt, wo bereits die baugleichen Maschinen 040-001 und 002 liefen. 1974 kam sie schließlich zur Schwesterlok 040-004 bei den Chemins de fer de la Corse. 2011 wurde die dort als BB 404 laufende Maschine zusammen mit Letzterer nach Tournon zurückgeholt, sie präsentiert sich ebenfalls wieder in ihren ursprünglichen Farben.[20]

Die nahezu symmetrisch aufgebaute Lok mit der Achsformel B'B' ruht auf zwei zweiachsigen Drehgestellen, sie besitzt unter jedem der beiden Vorbauten je einen Dieselmotor mit 207 PS. Da sie nur über ein festes Fahrpult verfügt, muss sie trotzdem für die Streckenfahrt ggf. gedreht werden. Sie ist 9,81 Meter lang, 32 Tonnen schwer und bis zu 40 km/h schnell.
Die vier Lokomotiven dieser Baureihe waren für einen Umbau für den Verkehr auf Regelspurgleisen durch Austausch der Drehgestelle konzipiert, was jedoch nicht realisiert wurde.
- Kleinlokomotiven „X“ und „Y“: Die beiden Lokomotiven mit der Achsfolge C wurden 1948 und 1949 von der CFD-Werkstatt in Montmirail auf Fahrgestellen von Dampflokomotiven gebaut.

Angetrieben werden sie von einem 180 PS starken Willème-Dieselmotor über ein Asynchro-Getriebe. Sie waren ursprünglich mit einer Druckluft-Vielfachsteurung ausgerüstet, die sich aber nicht bewährte und nie benutzt wurde. Obwohl sie technisch völlig identisch sind, unterscheiden sie sich äußerlich durch die Anordnung des Führerstands.

#### Dieseltriebwagen

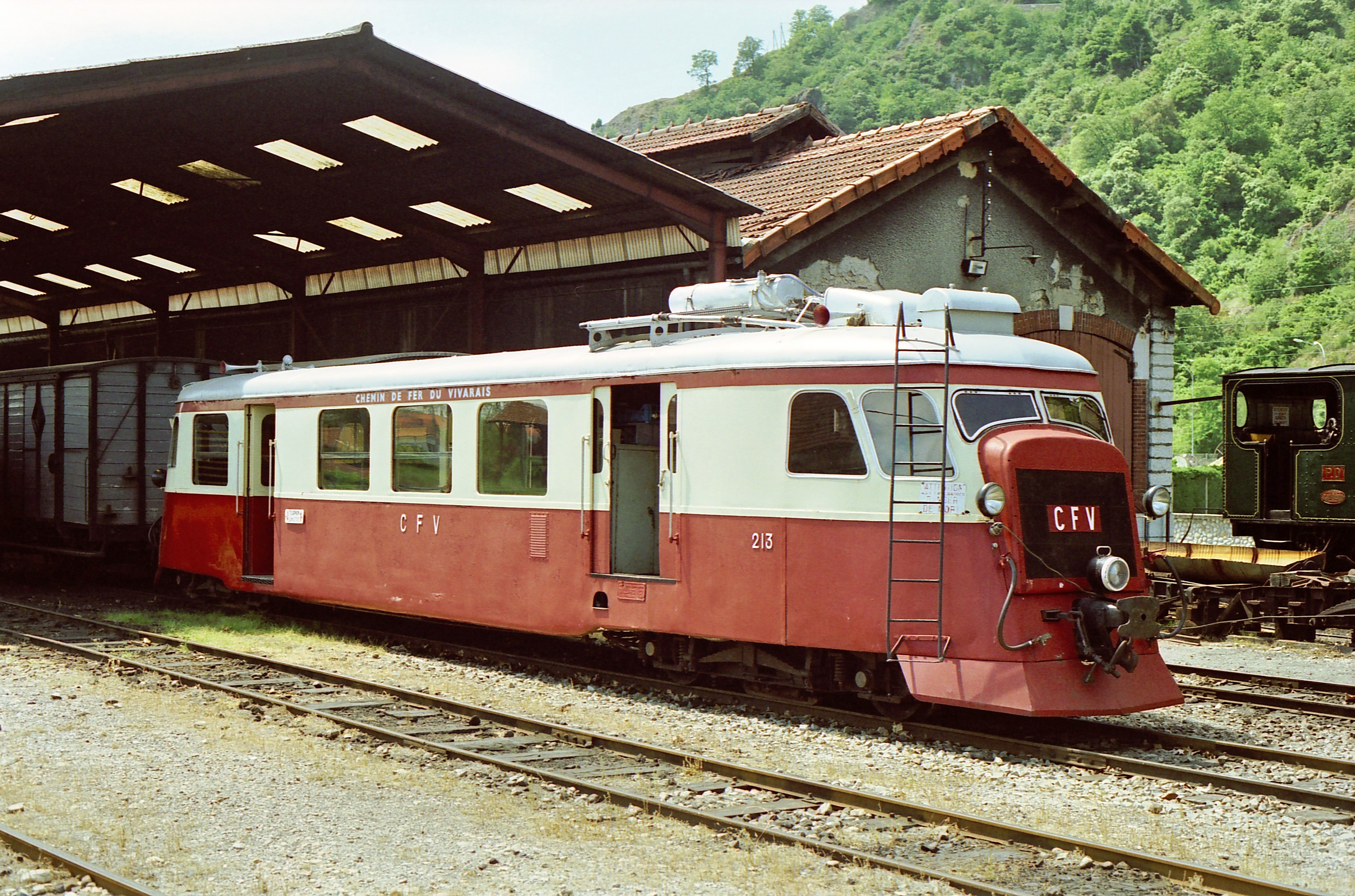
Triebwagen A-150-D Nr. 213 im Betriebswerk Tournon, 2000

- 213, 214: Die Triebwagen des Typs A-150-D wurden bei Billard in Tours gebaut und 1938 bzw. 1940 an das Netz des CFD im Vivarais geliefert. Die asymmetrischen Zweirichtungsfahrzeuge wiegen 12,25 Tonnen, weisen 42 Sitzplätze und ein Gepäckabteil auf und können bei einer Leistung von 150 PS zwei Beiwagen ziehen.[22]
- 314, 316: Die Triebwagen stammen vom CFD-Charentes-Netz. Sie wurden zwischen 1937 und 1939 von Billard gebaut, weisen 32 Plätze und ein Gepäckabteil auf und haben eine Motorleistung 100 PS. Nr. 314 ist seit längerem außer Betrieb.
- Beiwagen 3,11,22:passende Beiwagen zu den Billard-Triebwagen. Nr. 3 ist außer Betrieb.
- X 5001, 5002 sowie 2001, 2002 und 2005 (abgestellt) 2016 ex Chemins de fer de la Corse

#### Wagen
Die Bahn verfügt kaum über betriebsbereite originale Reisezugwagen der CFD, zumal zwei davon beim Brand im Jahr 2014 zerstört wurden. Stattdessen konnten schon vom CFV-Fahrzeuge des Réseau Breton übernommen werden, die vierachsigen Drehgestellwagen stammen aus den Jahren 1891 bis 1913. Mehrere Personenwagen wurden gebraucht in der Schweiz erworben, unter anderem von der MOB und der Appenzeller Bahn. Im Museum des Bahnhofs Tournon–St.-Jean-de-Muzols ist der zweiachsige ehemalige Salonwagen ASfv 1005 der CFD aus dem Jahr 1902 begehbar ausgestellt.
Sofern das Wetter es zulässt, verkehrt ein Zug mit offenen Sommerwagen. Meistens ist dies der „Train des Gorges“.

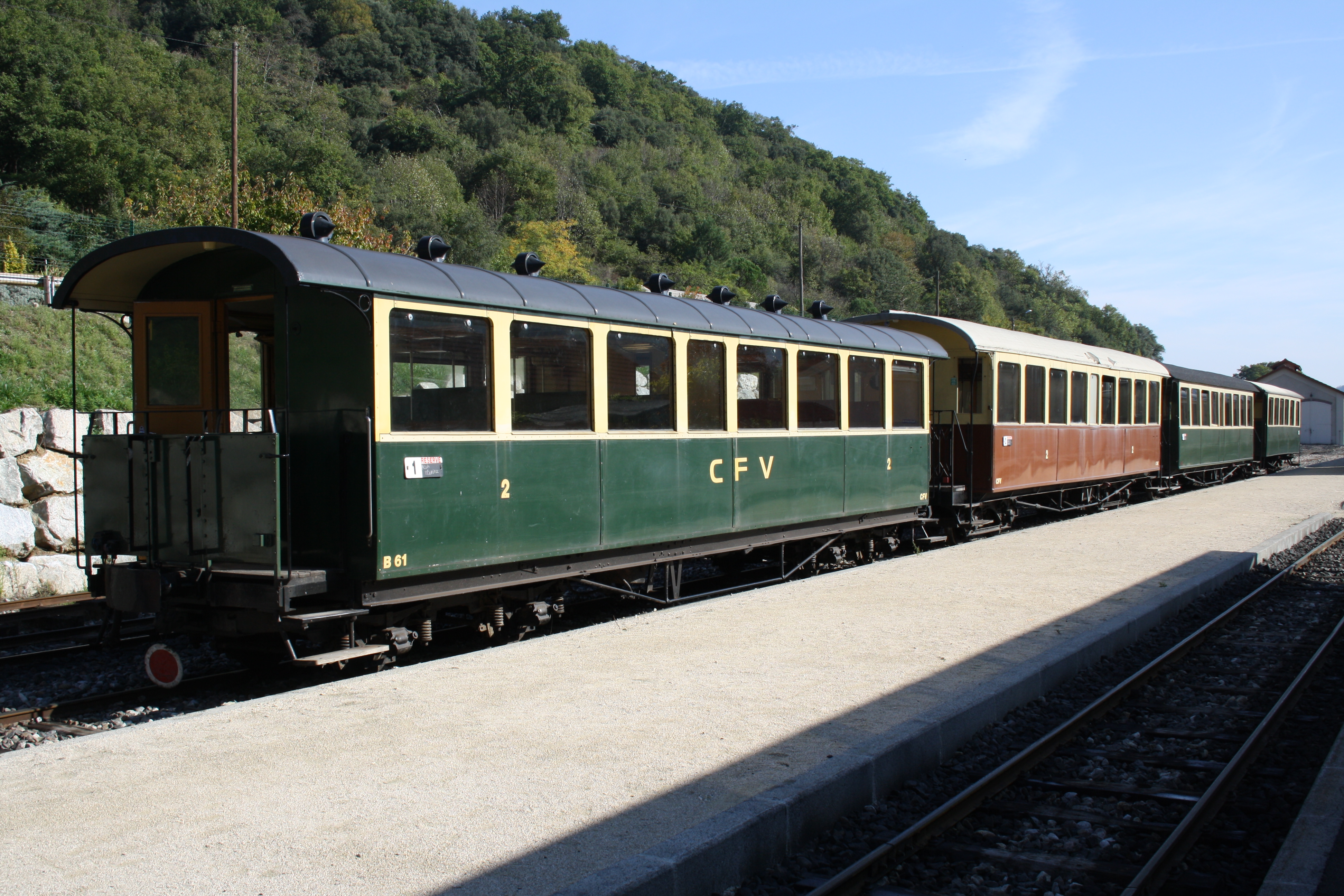
Ehemalige Schweizer Reisezugwagen, vorn B 61 (Bj. 1910) der Appenzeller Bahn, dahinter C 42 (vormals MOB)
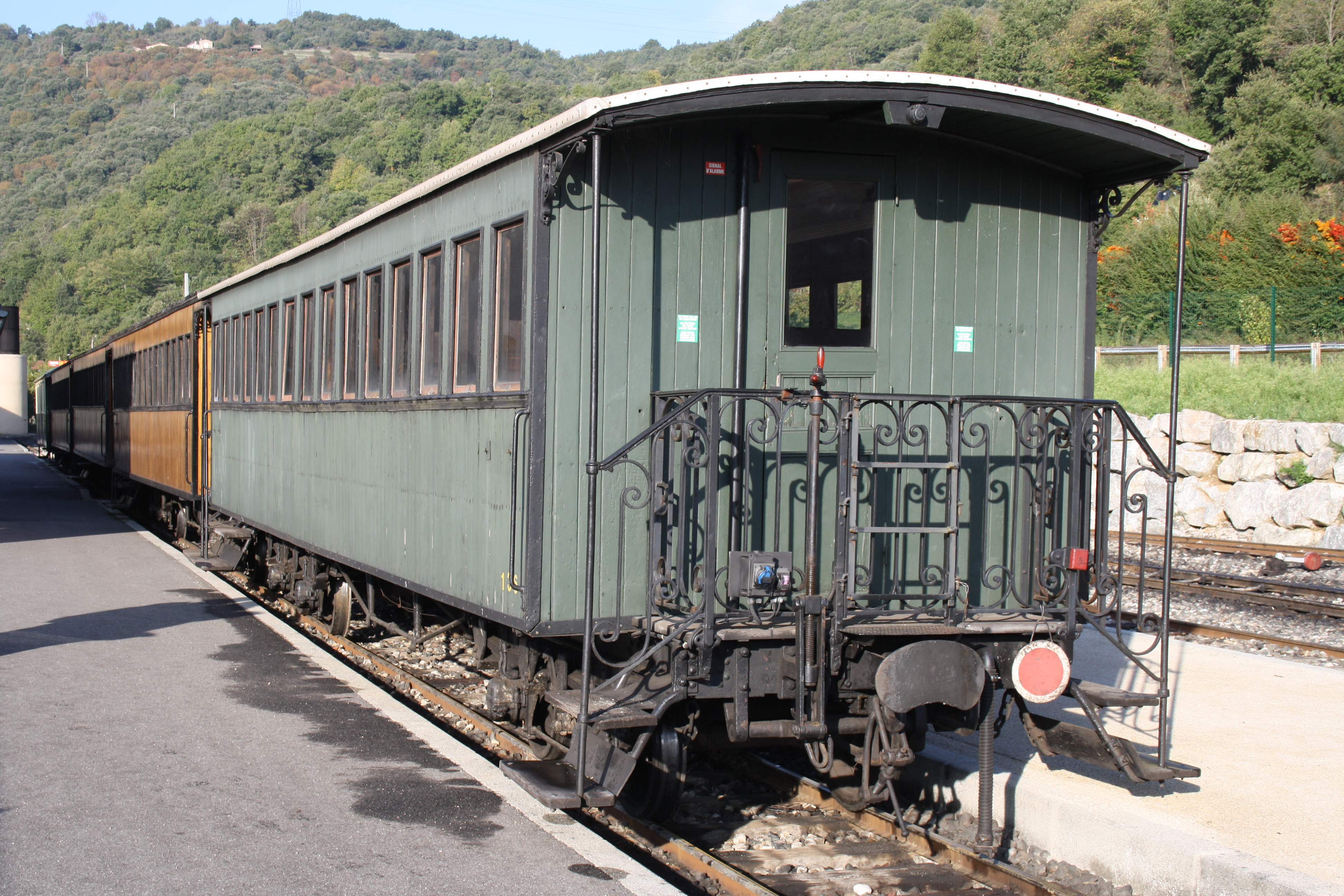
Wagen des ehemaligen Réseau Breton, Nr. 136 aus dem Jahr 1909 (früherer Salonwagen) ist als einziger grün lackiert
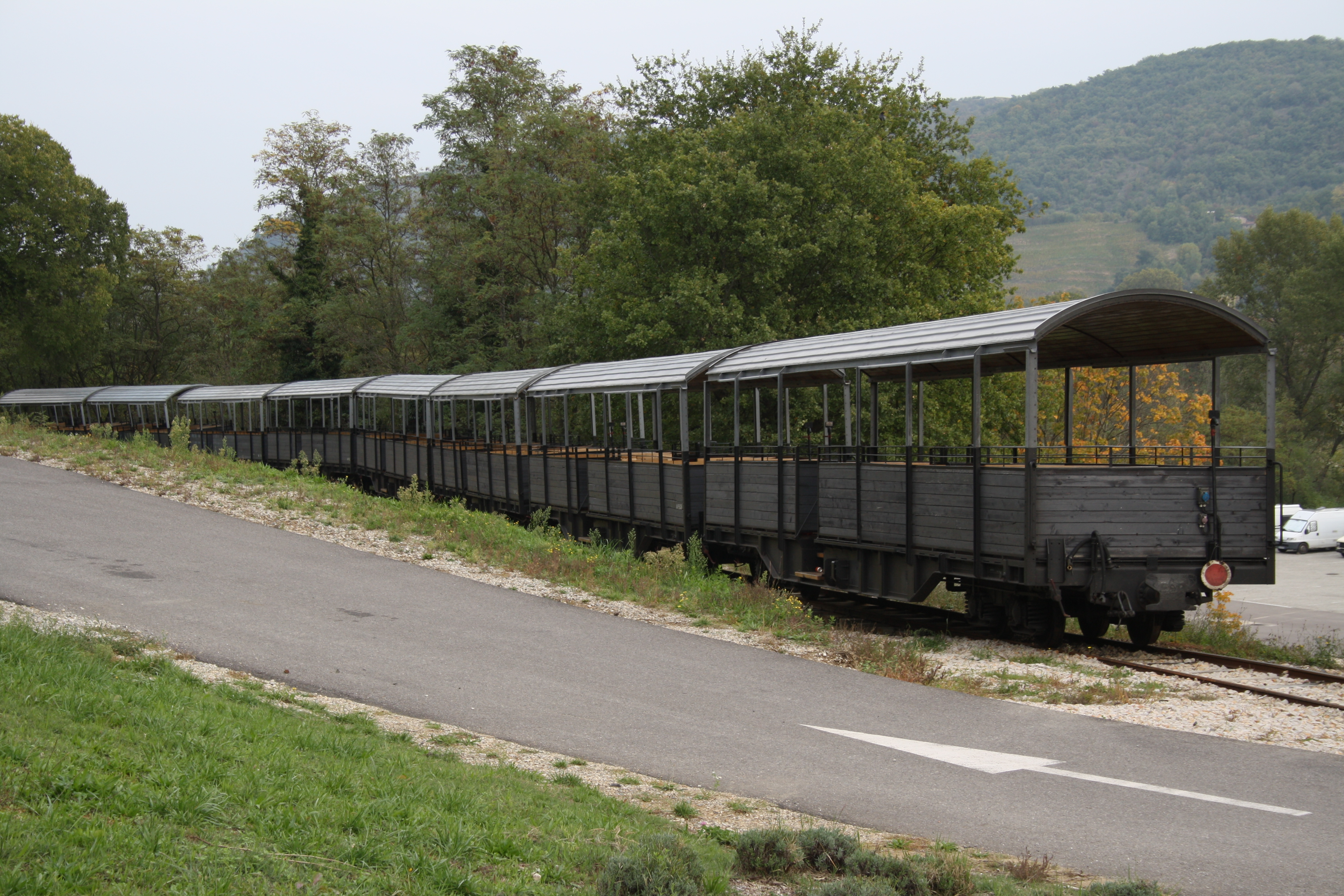
Auf dem nicht mehr befahrenen Streckengleis nach Tournon abgestellte offene Sommerwagen

## Trivia
Die Bahnhöfe an der Museumsstrecke sind mittlerweile die einzigen, die im 5.529 km² großen Département Ardèche mit knapp 320.000 Einwohnern noch bedient werden. Reisezüge der SNCF halten dort nicht mehr, die normalspurige Museumsbahn Train touristique de l’Ardèche méridionale stellte 2012 den Betrieb ein. Somit trägt die Bahn den Namen Train de l’Ardèche (Zug des Départements Ardèche) durchaus zu Recht.